# Leo Tindemans
Leonard Clemence „Leo” Tindemans (ur. 16 kwietnia 1922 w Zwijndrecht, zm. 26 grudnia 2014 w Edegem) – belgijski i flamandzki polityk, w latach 1974–1978 premier Belgii, działacz Chrześcijańskiej Partii Ludowej, wieloletni minister i parlamentarzysta krajowy oraz europejski, pierwszy przewodniczący Europejskiej Partii Ludowej.

## Życiorys
Kształcił się na uczelniach w Antwerpii i Gandawie w zakresie nauk handlowych. Jako wykładowca akademicki był profesorem na Katholieke Universiteit Leuven.
Działalność polityczną podjął w ramach chadecji. Pomiędzy 1961 i 1989 wybierany do federalnej Izby Reprezentantów. Od 1965 do 1973 pełnił funkcję burmistrza Edegem. Od 1968 do 1972 był ministrem do spraw wspólnot, następnie przez rok ministrem rolnictwa i klasy średniej w gabinecie Gastona Eyskensa. W latach 1973–1974 zajmował stanowisko wicepremiera oraz ministra ds. budżetu w rządzie Edmonda Leburtona.
25 kwietnia 1974 objął urząd premiera w ramach koalicji chadeków z liberałami. 3 czerwca 1977 utworzył swój drugi gabinet, urzędując do 20 października 1978. Zrezygnował w związku z brakiem możliwości realizacji reform zapisanych w porozumieniu Egmontpact. W trakcie pełnienia funkcji premiera angażował się także w sprawy europejskie. W 1976 został przewodniczącym nowo powstałej Europejskiej Partii Ludowej, którą kierował do 1985. Od 1979 do 1982 stał także na czele Chrześcijańskiej Partii Ludowej.
W 1979 z powodzeniem wystartował do Parlamentu Europejskiego I kadencji, otrzymując rekordowe w historii wyborów w Belgii poparcie wynoszące blisko milion preferencyjnych głosów. Z PE odszedł w 1981, obejmując stanowisko ministra spraw zagranicznych w rządzie Wilfrieda Martensa. Funkcję tę pełnił do 1989 w kolejnych gabinetach tego premiera. Następnie do 1999 przez dwie kadencje ponownie zasiadał w Parlamencie Europejskim, w latach 1992–1994 kierując frakcją Europejskiej Partii Ludowej (Chrześcijańscy Demokraci).
Uhonorowany doktoratami honoris causa przez City University w Londynie, Heriot-Watt University w Edynburgu i Uniwersytet Georgetown w Waszyngtonie. W 1976 otrzymał Nagrodę Karola Wielkiego.